# Alard IV de Château-Gontier
 (septembre 2013).
Si vous disposez d'ouvrages ou d'articles de référence ou si vous connaissez des sites web de qualité traitant du thème abordé ici, merci de compléter l'article en donnant les références utiles à sa vérifiabilité et en les liant à la section « Notes et références ».
Renaud VI de Château-Gontier, seigneur de Château-Gontier en Anjou.

## Biographie

### Origine
Renaud VI de Château-Gontier et Alard, seigneurs de Château-Gontier, Rainaldus et Alardus, domini de  astrogunterii, dont le jeune âge sans doute a laissé vacantes les années de 1195 à 1206, sont à cette dernière date, peut-être celle de leur majorité, désignés tous deux et ensemble comme titulaires de la baronnie. Cette communauté dans le titre fait supposer qu'une maladie de Renaud, qui était l'aîné, le vouait à une mort prochaine.

## Aumônerie
Ils donnent, en 1206, un règlement, d'accord avec les bourgeois de la ville, avec les aumôniers de la maison Saint-Julien, pour le gouvernement de cet établissement : les moines de Saint-Nicolas, pour constater leurs droits de patronage, pouvaient célébrer l'office quand ils venaient dans la chapelle et avaient les aumônes ; les aumôniers n'enterraient que les frères et ne recevaient point d'associés sans l'avis des prêtres. L'abbé Joulain permit de reconstruire l'aumônerie avec une chapelle n'ayant qu'une cloche, mais exigea que le chapelain vînt lui prêter serment. Le seigneur de Château-Gontier fit ratifier cet arrangement par les arbitres d'Innocent III. Dès avant la fin de cette même année 1206, Renaud fut inhumé à Bellebranche.
C'est Alard IV seul qui, pour remédier à la misère des pauvres, leur donna un terrain à la tête du pont, et une place pour y bâtir ; la prévôté de la foire de la Toussaint et le chauffage de l'établissement dans le bois de Flée et le passage libre du pont à condition d'entretenir les planches qui formaient la chaussée.

## Bienfaiteur
Alard, dès le commencement de son gouvernement, fut aussi bienfaiteur de l'abbaye nouvellement fondée de Chaloché, à laquelle il céda une maison de son ancien domaine d'Angers (1207) ; de celle de Saint-Nicolas pour la concession d'un fief à Gennes, avant 1211 ; il donna la dîme de son moulin de Saint-Jean-sur-Couesnon, dot de sa femme, et d'autres moulins, à Saint-Nicolas de Vitré (1212) ; il enrichit l'abbaye de Bellebranche, céda un serf aux Bonshommes de Craon, et un muid de vin sur ses vinages de Château-Gontier à l'abbaye de la Roë.

## Chevalerie
On dit qu'il fut convoqué à la bataille de Bouvines, en 1214, et La Roque le cite parmi les chevaliers bannerets qui suivirent le prince Louis opérant sur la Loire. Il scelle de son sceau la donation d'une maison de Brissarthe à Saint-Serge, en 1215.
Il était mort sans doute en 1220.

## Famille
Alard IV de Château-Gontier épousa, au mois de mai 1207, Emma, fille d'André II de Vitré. M. A. Bertrand de Broussillon fait, à l'occasion de ce mariage, diverses critiques de la version de Pierre Le Baud qui donne pour mère d'Emma de Vitré une épouse d'André qu'il ne connaît pas, nommée Guyen ou Guyonne de Léon ; par ailleurs, il reconnaît justement qu'Eustachie de Raiz, mère d'André III de Vitré, ne peut être la mère d'Emma, ne s'étant mariée qu'en 1199, alors que la fille aînée d'André II était déjà depuis un an, quoique jeune encore, otage pour la duchesse Constance de Bretagne, mariée en 1207 et, moins de deux ans plus tard, mère de Jacques de Château-Gontier, puisqu'il était mineur encore et sous tutelle en 1226. Il n'y a donc pas de raison de s'arrêter aux difficultés que suggère l'auteur de la Maison de Laval, contre l'opinion de Le Baud ; on doit admettre que Guyonne de Léon fut la première épouse d'André II de Vitré et la mère d'Emma avant 1196, probablement vers 1190. M. de Broussillon fait mention d'un mariage, projeté ou réalisé, d'André de Vitré avec Mathilde de Mayenne, fille de Geoffroy II de Mayenne, mais qui fut rompu pour proche parenté ; il signale aussi une autre alliance contractée par le même seigneur de Vitré, veuf d'Eustachie de Raiz, avec Luce Paynel, qui lui survécut.
La mise en otage d'Emma de Vitré, en Angleterre, avait été stipulée et consentie par Herbert, ancien abbé de Clermont et évêque de Rennes, et par Hercot de Raiz en 1198. La jeune enfant devait être rendue à la liberté avec les autres otages après la délivrance de la duchesse Constance, mais en fait elle fut retenue jusqu'à la mort de Richard Cœur-de-Lion (1199). Âgée d'environ dix-sept ans, elle épousa Alard de Château-Gontier le 7 décembre 1207. Elle assista cette année-là à la fondation de la Madeleine de Vitré, avec André de Vitré, son frère, et l'approuva de nouveau en 1209. Quoique André II de Vitré ait exclu Alard, son gendre, du bail de son beau-frère André III, en 1211, sur les plaintes qu'il en fit à Guy de Thouars, époux de la duchesse Constance, le jeune baron de Château-Gontier fut pourvu de la tutelle de son beau-frère pour sept ans.
Il n'eut de son mariage qu'un fils unique : Jacques de Château-Gontier.

## Source
- Abbé Angot, Baronnie de Château-Gontier, 1915 lamayenne.fr